# Pseudomastax carlosi
Pseudomastax carlosi är en insektsart som beskrevs av Marius Descamps 1973. Pseudomastax carlosi ingår i släktet Pseudomastax och familjen Eumastacidae. Inga underarter finns listade i Catalogue of Life.